# Metilcrotonil-CoA carboxilasa
La metilcrotonil-CoA carboxilasa (MCC) (EC 6.4.1.4) es una enzima que cataliza la reacción de carboxilación del ácido 3-metilcrotónico (vía éster con la coenzima A) a ácido 3-metilglutacónico.
3-metilcrotonoil-CoA + HCO3- + ATP {\displaystyle \rightleftharpoons } 3-metilglutaconil-CoA + ADP + fosfato

Figura 1. 3-metilcrotonil-CoA

Utiliza como cofactor la biotina. Se localiza en la mitocondria. Usa bicarbonato como fuente del grupo carboxilo para catalizar la carboxilación de un carbono adyacente a un carbonilo, llevando así a cabo la cuarta etapa del metabolismo del aminoácido esencial leucina.

## Isozimas
En el ser humano se conocen dos isozimas de la metilcrotonil-CoA carboxilasa:
- Metilcrotonil-CoA carboxilasa 1 o alfa. MCC1 o MCCA. Contiene un dominio del unión del ATP, un dominio biotina carboxilasa y un dominio de unión de la biotina.[5]
- Metilcrotonil-CoA carboxilasa 2 o beta. MCC2 o MCCB. Contiene un dominio carboxiltransferasa.[6]

La enzima se presenta como un dodecámero compuesto probablemente por seis unidades alfa que contienen biotina y seis unidades beta.

## Función
Durante la degradación de los aminoácidos de cadena ramificada, la metilcrotonil-CoA carboxilasa lleva a cabo en una sola etapa la rotura de la leucina en acetil-CoA y acetoacetato. La MCC cataliza la carboxilación del 3-metilcrotonil-CoA a 3-metilglutaconil-CoA. El 3-metilglutaconil-CoA es entonces hidratado para producir 3-hidroxi-3-metilglutaril-CoA. El 3-hidroxi-3-metilglutaril-CoA es roto en dos moléculas, acetil-CoA y acetoacetato.
Las mutuaciones puntuales y los borrados en los genes que codifican la MCC pueden causar la deficiencia en MCC, un error en el metabolismo que se presenta con vómitos, acidosis metabólica y concentración muy baja de glucosa y carnitina en el plasma.

## Mecanismo
El bicarbonato es activado por la adición de ATP, incrementándose así la reactividad del bicarbonato. Una vez el bicarbonato está activado, la porción biotina de la metilcrotonil-CoA carboxilasa realiza un ataque nucleófilico sobre el bicarbonato activado para formar la carboxibiotina que queda unida a la enzima. La porción carboxibiotina de la MCC puede entonces realizar un ataque nucleofílico transfiriendo el grupo carboxilo al sustrato, 3-metilcrotonil-CoA, para formar 3-metilglutaconil-CoA.

## Regulación
La metilcrotonil-CoA carboxilasa no es regulada por las moléculas pequeñas o por factores hormonales y de la dieta.